# Doctor Atomic

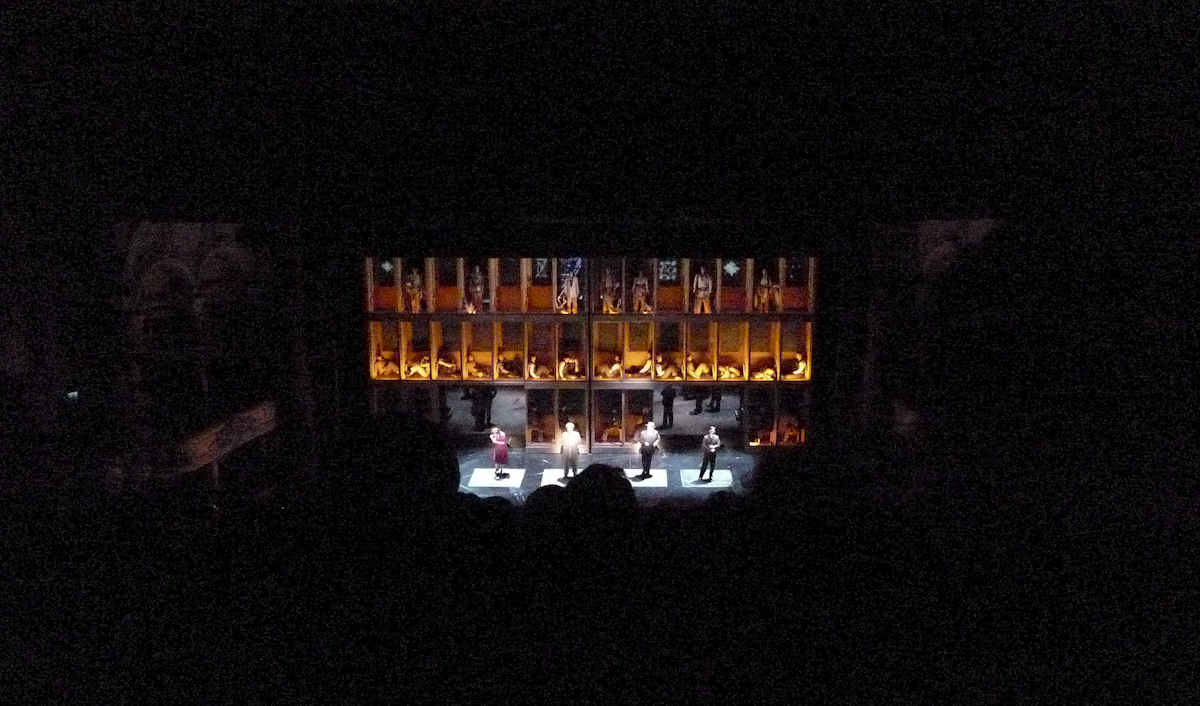
Från en okänd föreställning av Doctor Atomic 2013.

Doctor Atomic är en opera i två akter, med musik av John Adams och libretto av Peter Sellars.

## Historia
Operan handlar om de sista timmarna innan den första plutoniumbomben sprängdes i Alamogordoöknen i New Mexico 16 juli 1945. Provsprängningen var en del av Trinitytestet samt Manhattanprojektets kulmen. Bombens kodnamn var "Gadget" (pryl). Huvudkaraktärerna är Manhattanprojektets ledare Robert Oppenheimer, hans fru Kitty, Edward Teller och general Leslie Groves. Idén till operan kom från Pamela Rosenberg, chef för operan i San Francisco. Librettot skrevs av Peter Sellars och han använde sig av originaldokument, memoarer, intervjuer, tekniska manualer, hemligstämplade regeringsdokument och poesi av Muriel Rukeyser, en samtida poet. Operan uruppfördes 1 oktober 2005 på San Francisco Opera under musikalisk ledning av Donald Runnicles

## Personer
- Robert Oppenheimer (Baryton)
- Kitty Oppenheimer (Mezzosopran eller sopran)
- Edward Teller (Baryton)
- General Leslie Groves (Bas)
- Robert R. Wilson (Tenor)
- Pasqualita (Mezzosopran)
- Jack Hubbard (Baryton)
- Kapten James Nolan (Tenor)

## Handling
Akt I
Scen 1

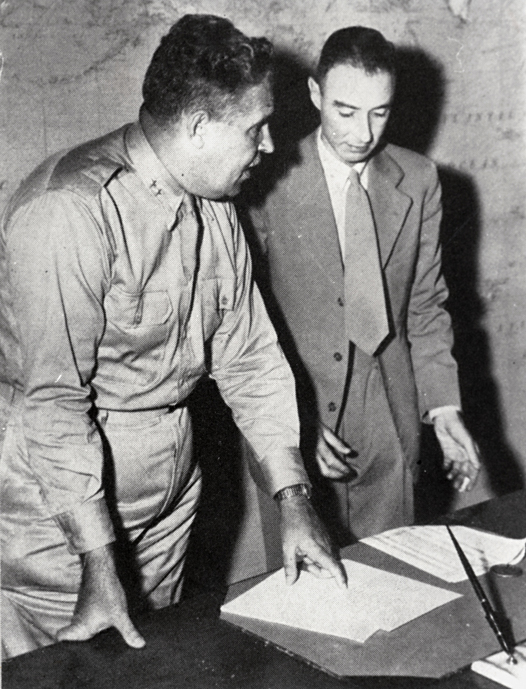
General Leslie Groves och Robert Oppenheimer.

Manhattanprojektets laboratorium i Los Alamos i New Mexico. Juni 1945
Arbetet med atombomben närmar sig slutet. Fysiker, ingenjörer och amerikansk militärpersonal arbetar alla under intensiv tryck från Washington för att få bomben testad och redo att användas inom den närmaste månaden. J. Robert Oppenheimer ("Oppie" för sina vänner) har samlat de klokaste hjärnorna i fysik och teknik i vad som antogs vara en kapplöpning emot den tyska motparten. Men Tyskland har redan kapitulerat och många av vetenskapsmännen har börjat ifrågasätta bombens nödvändighet mot Japan. General Leslie Groves, projektets arméchef, är medveten om Oppenheimers vaga men besvärliga bakgrund rörande samröre med kommunistpartiet. Fram tills nu har Groves lyckats övertala regeringen att blunda för Oppenheimers historia på grund av hans stora värde för programmet.
Efter att en öppningskör har beskrivit situationen i slutet av juni, närmar sig Edward Teller Oppenheimer i labbet. Tellers besatthet av sitt drömprojekt med kärnvapen har orsakat problem i arbetet med andra forskare. Samarbete är svårt för Teller och Oppenheimer har besparat honom alla gruppsamarbeten. Teller visar ett brev för Oppenheimer som han har fått från en annan fysiker, ungraren Leo Szilard. Szilard försöker övertala alla forskare som är involverade i kärnenergi att ta moralisk ståndpunkt mot användandet av bomben genom att skriva under ett brev till president Harry Truman. Oppenheimer svarar genom att förmana Teller och de andra att inte blanda sig i "politiska uttalanden".
Robert Wilson, en ung, idealistisk fysiker som också arbetar med bomben, ordnar ett möte i labbet för att tala om de sociala och moraliska aspekterna med "Gadget" (kodnamnet för bomben). Oppenheimer, väl medveten om Wilsons socialistiska samröre, protesterar starkt mot mötet. Även Wilson har en skrivelse till presidenten vilken han hoppas alla ska skriva under på: "Atomattacker mot Japan kan inte rättfärdigas innan vi har ansträngt oss att skapa fred och givit dem en chans att kapitulera." Oppenheimer, som just har återvänt från Washington, beskriver beslutet att bomba japanska städer inklusive civila mål. "Vi måste försöka uppnå en djup psykologisk verka på så många invånare som möjligt." Wilson blir rasande och anklagar Oppenheimer för att bistå "etablissemanget".
Scen 2

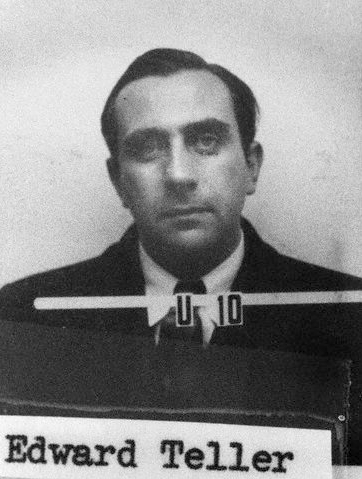
Edward Tellers id-kort för Manhattanprojektet.

Oppenheimer och hans fru Kitty är ensamma i huset i Los Alamos. Det är en varm sommarnatt, men Oppenheimer är upptagen med att läsa rapporter. Kitty klandrar honom lite: "Skymmer jag ljuset?" Ryckt ur sina tankar svarar Oppenheimer henne med att citera en lyrisk vers från en av hans favoritpoeter, Baudelaire. För en kort stund är de båda uppfyllda av diktens värld. Kitty grips av känslan för krigets kamp och kampen för kärlek: "Världen är värd att slåss för, sjunga och bygga upp".
Scen 3
"Trinity"-testet i Alamogordoöknen i New Mexico, 15 juli 1945.
Det är natten före den första atombombstestet. Truman är redan i Potsdam och förhandlar om Europas spillror med Churchill och Stalin. Pressen på Oppenheimer och general Groves att åstadkomma ett lyckat test är överväldigande: amerikanerna önskar ha kärnvapnet som ett trumfkort att spela ut mot ryssarna. Vädret i öknen har ändrats abrupt. En konstig elektrisk sommarstorm sveper över testytan. Bomben som redan delvis är apterad och uppsatt i ett högt torn, befinner sig i fara om den träffas av en blixt. Groves är utom sig av frustration och oro. Han klandrar chefsmeteorologen Frank Hubbard som om stormen vore hans fel. Hubbard varnar generalen för att försöka utföra testet i dessa extrema väderförhållanden. Kapten Nolan förklarar för Groves plutoniumets giftiga skador som man först nu har börjat inse vidden av. En olycka på testplatsen skulle åsamka svåra och smärtsamma radioaktiva skador hos hundratals militärer och vetenskapsmän. Redan nu börjar paniken att sprida sig och flera soldater har redan tvingats sövas ner och förflyttas. Groves blir ensam med Oppenheimer. "Oppie" skämtar lätt om Groves ständiga viktproblem och generalen erkänner sina många misslyckade försök att kontrollera sin diet. När Oppenheimer blir ensam erinrar han sig en av John Donnes "Holy Sonnet": "Batter my heart, three-person'd God." Det är denna dikt som har inspirerad honom att namnge platsen som "Trinity".
Akt II
Scen 1
Oppenheimers hus i Los Alamos.
Det är natten till den 15 juli 1945. Vetenskapsmännen och soldaterna har lämnat Los Alamos och befinner sig nu vid Alamagordoöknen där detonationen ska ske. Kvinnor har förbjudits att vistas vid testplatsen. Kitty och hennes husjungfru Pasqualita, som tillhör indianstammen Tewa, sitter ensamma i vardagsrummet och tar sig varsin drink. Kitty rattar på radion medan Pasqualita emellanåt tittar till Oppenheimers sovande barn. I en lång monolog sjunger Kitty om kriget, om döden och andens återuppståndelse. 
Mellanspel: Regn över bergen Sangre de Cristos.
Oppenheimers sju månader gamla dotter Katherins vaknar och börjar gråta. Pasqualita tar hand om barnet och tröstar henne med en vaggvisa och fortsätter att titta på regnet över bergen.
Scen 2

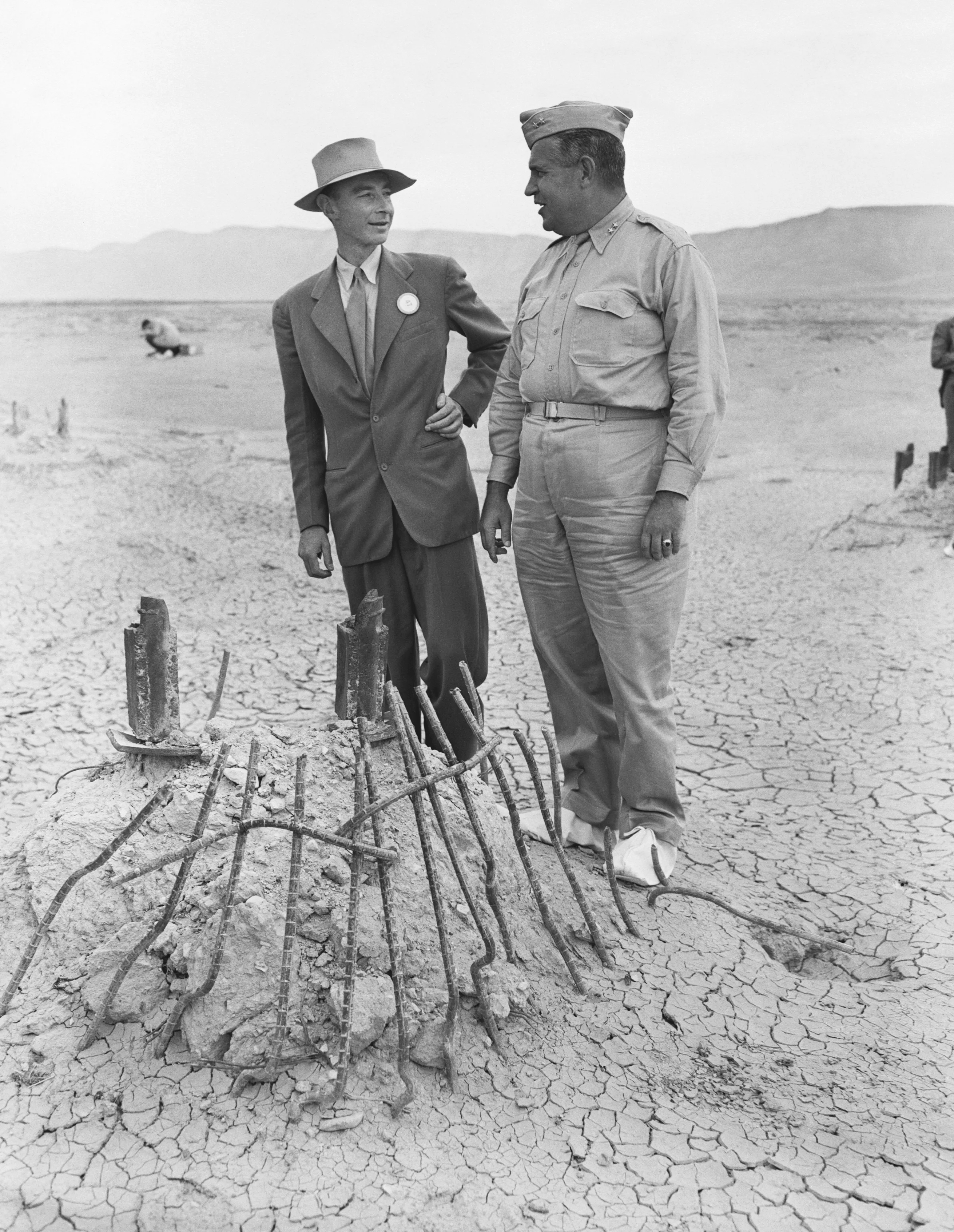
Oppenheimer och Groves vid Ground Zero efter sprängningen.

"Trinity"-testplatsen i Alamagordo i New Mexico. Midnatt den 16 juli 1945.
Plutoniumbomben har apterats i tornet och all personal har utrymts. Robert Wilson måste klättra upp i tornet en sista gång för att applicera ett mätinstrument på bomben. Från toppen av tornet kan han känna vinden och regnet, och han ser ljusblixtar i fjärran. Meteorologen Jack Hubbard är vid foten av tornet och utför hastighetsmätningar på order av Groves. Wilson bekänner sin stora ångest över att vara i närheten av bomben mitt under den elektriska stormen. För Hubbard är ett test i sådant väder ett "misstag av största magnitud", och han påpekar att de starka vindarna kan sprida dödligt, radioaktivt skräp miltals. Medan Wilson och Hubbard befinner sig vid tornet väntar Groves och Oppenheimer nervöst tillsammans med de andra vid observationsbunkern på att stormen ska bedarra. Vetenskapsmännen fortsätter att prata om en oroande sak: huruvida sprängningen kommer att orsaka en okontrollerad kedjereaktion som slutar med hela jordatmosfärens förintelse. Ett rykte går att Enrico Fermi, en av teamets mest respekterade vetenskapsmän, har slagit vad om en sådan händelse kan inträffa. Oppenheimer påminner dem att de innehar säker information att en sådan händelse inte är möjlig, men detta lättar inte upp stämningen. Medan regnet fortsätter att falla avfärdar Groves Hubbards stormvarningar och ger order om att förbereda för uppskjutning till kl 05:30
Scen 3
Nedräkningen börjar kl 05:10. Groves klagar över vetenskapsmännens uppträdande. Alla väntar, var och en med sina funderingar. Oppenheimer, vars magra kropp har sjunkit än mer, är i ett extremt nervöst tillstånd. Han försöker lugna sig med att läsa dikter men övermannas av hallucinationer. Pasqualita som har druckit åtskilligt under natten har sina egna visioner. Vid avfyringsplatsen slår männen vad. Alla försöker gissa bombens verkan. Oppenheimer överraskar alla med sina pessimistiska förutsägelser om en liten explosion, "ett pysande", kallar Teller det. Även Groves är oförmögen att dölja sin dysterhet och gissar också på en liten explosion. Teller skäller ut dem för deras blygsamhet och förutspår en kraftig explosion. Plötsligt får Oppenheimer en skräckvision om Vishnu som beskrivs följande i Bhagavad-Gita : "Vid åsynen av detta, din enorma skapelse, full av munnar och ögon--- förskräcklig med huggtänder... när jag ser dig, Vishnu.. med din gapande mun och stirrande flammande ögon, är all min sinnesfrid försvunnen, mitt hjärta är förtryckt."
Scen 4
Groves är bekymrad för att Oppenheimer ska få ett nervöst sammanbrott. Stormen brakar loss och himlen över nedslagsplatsen klarnar upp. En varningsraket skjuts upp och en siren hörs. Alla väntar med spänning. Ingen rör sig eller ens viskar. Det enda som hörs är den rytmiska rösten som räknar ner. När det återstår 45 sekunder slår en ingenjör av den automatiska klockan. Maskinerna börjar spruta ut eld i snabb följd. Nedräkningen är slut. Det råder en kuslig tystnad, sedan sprängs bomben.